# Hôtel Calvet de la Palun
L'hôtel Calvet de la Palun est un bâtiment situé à Avignon, dans le département de Vaucluse.

## Histoire
L'hôtel a été construit, sur la place du Palais, sur les plans de Jean-Pierre Franque (Avignon, 1718 - 1810), fils de Jean-Baptiste Franque, à partir de 1788 pour Antoine Joseph François Xavier Calvet de la Palun. Il est terminé en 1789. C'est la dernière œuvre du XVIIIe siècle réalisée à Avignon, dans le style Louis XVI. D'après A. Breton, « il constitue une excellente réminiscence du château du Petit Trianon ».
La Banque de France s'est installée dans l'hôtel en 1853. La façade sur la place du Palais a alors été modifiée. L'entrée principale qui se trouvait sur la place du Palais a été remplacée par une fenêtre. Un bâtiment a été ajouté pour que l'entrée principale de la Banque de France soit sur la place de l'Horloge.
Après le départ de la Banque de France, l'hôtel de Calvet de la Palun a été transformé en bâtiment commercial Carré du Palais, ouvert en 2016.

## Protection
L'hôtel est inscrit au titre des monuments historiques le 2 juin 1927.